# Толстой, Иван Матвеевич
Граф (с 16.04.1866) Ива́н Матве́евич Толсто́й (1806—1867) — русский придворный и государственный деятель из рода Толстых, брат Павла, Николая и Феофила Толстых, внук М. И. Кутузова. Действительный статский советник (15.04.1843), обер-гофмейстер Двора Его Императорского Величества (17.04.1860).

## Биография
Сын Матвея Фёдоровича Толстого (1772—1815) от его брака с Прасковьей Михайловной Голенищевой-Кутузовой (1777—1844), дочерью М. И. Кутузова; родился 20 марта (1 апреля) 1806 года. 
Служил по ведомству иностранных дел (1822—1838); камер-юнкер Высочайшего Двора (22.08.1826), камергер Высочайшего Двора (31.12.1834); сопровождал наследника цесаревича (впоследствии императора Александра II) за границу (1838); в должности шталмейстера (1839) и шталмейстер (1849) двора наследника цесаревича; шталмейстер Высочайшего Двора (17.04.1855).
Сенатор и товарищ министра иностранных дел (с 15 апреля 1856 года по 30 августа 1861 года); обер-гофмейстер Высочайшего Двора (17 апреля 1860 года); член Государственного совета (с 30 августа 1861 года); директор почтового департамента Министерства внутренних дел (с 1 января 1863 года), затем — министр почт и телеграфов (с 25 июня 1865 года и до самой смерти).
Именным Высочайшим указом от 16 (28) апреля 1866 года Иван Матвеевич Толстой был возведён, с нисходящим его потомством, в графское Российской империи достоинство.
И. М. Толстой был талантливым певцом, «тембр его голоса был чистый и проникновенный, он пел увлечённо и с изумительным изяществом». В 1830-х годах много пел в Париже с Генриеттой Зонтаг. В обществе выделялся уморительной надменностью, за что получил прозвище «Павлин Матвеевич».
Умер 21 сентября (3 октября) 1867 года. Похоронен на Новодевичьем кладбище в Санкт-Петербурге.

## Награды
- Орден Святого Владимира 3-й степени (15.04.1841)
- Орден Святого Станислава 1-й степени (16.03.1845)
- Орден Святой Анны 1-й степени (29.04.1847)
- Орден Святого Владимира 2-й степени (30.08.1852)
- Орден Белого орла (17.04.1855)
- Орден Святого Александра Невского (27.05.1857)
- Алмазные знаки к ордену Святого Александра Невского (19.04.1864)
- Знак отличия беспорочной службы за XV лет (22.08.1839)
- Знак отличия беспорочной службы за XX лет (22.08.1844)
- Знак отличия беспорочной службы за XXV лет (22.08.1850)
- Знак отличия беспорочной службы за XXX лет (22.08.1857)

Иностранные:
- итальянский Орден Железной короны 1-й степени
- баденский Орден Церингенского льва 1-й степени
- вюртембергский Орден Фридриха 1-й степени
- французский Орден Святого Людовика 1-го класса
- гессенский Орден Филиппа Великодушного 1-й степени
- датский Орден Данеброг 1-й степени
- британский Орден Святого Иоанна Иерусалимского
- прусский Орден Красного орла 1-й степени
- саксонский Орден Альбрехта, большой крест
- греческий Орден Спасителя 1-й степени
- испанский Орден Изабеллы Католической 1-й степени
- французский Орден Почётного легиона 2-й степени со звездой
- османский Орден Меджидие 1-й степени
- неаполитанский Орден Святого Януария

## Семья

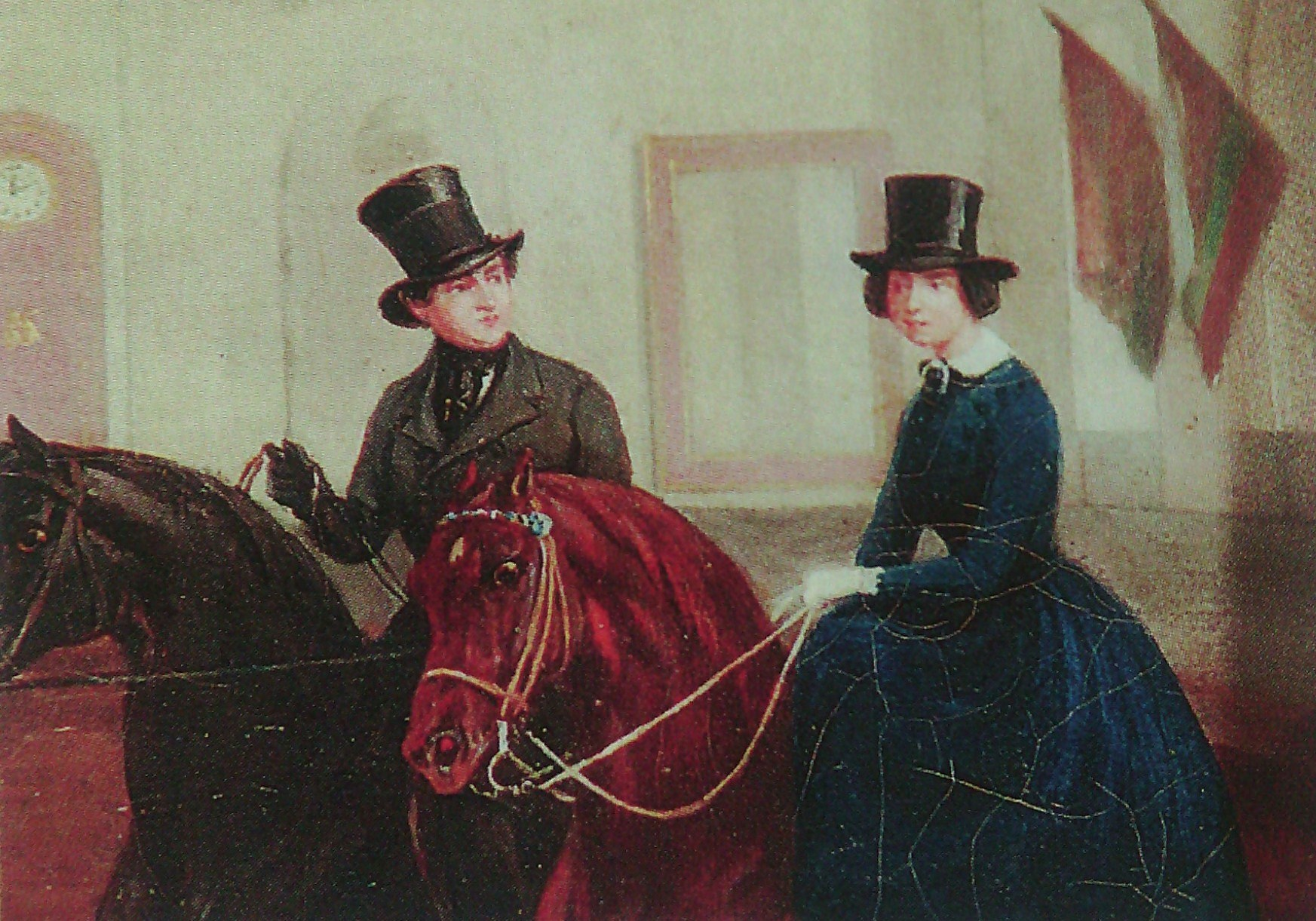
Супруги Толстые в манеже. Фрагмент картины Ж. Верне (1844)

Жена (с 26 апреля 1844 года) — Елизавета Васильевна Тулинова (25.05.1826—20.09.1870), дочь воронежского губернского предводителя дворянства Василия Васильевича Тулинова от брака с Марией Ивановной Дубенской. С 1856 года — кавалерственная дама ордена Св. Екатерины (малого креста), с 1867 года — испанского ордена Марии-Луизы (большого креста). Покончила с собой вследствие развившейся душевной болезни. Похоронена на Новодевичьем кладбище в Петербурге. 
Имели 8 детей, пятеро умерли в младенчестве: Александр (10.07.1846 — ?), Юлиан (30.01.1848—07.03.1849); Николай (05.06.1866—08.08.1866) и Надежда. Также:
- Матвей Иванович (1850—1875)
- Иван Иванович (1858—1916), министр народного просвещения.
- Дмитрий Иванович (1860—1941), последний директор Императорского Эрмитажа.